# Paphies australis
Paphies australis är en musselart som först beskrevs av Gmelin 1791.  Paphies australis ingår i släktet Paphies och familjen Mesodesmatidae. Inga underarter finns listade i Catalogue of Life.